# Christian Sarauw (militär)
Christian Frederik Conrad Sarauw, född den 2 juli 1824 i Slesvig, död den 29 november 1900, var en dansk militärförfattare och historiker, far till Paul Sarauw.
Sarauw blev student 1843 i Kiel, ingick 1848 som frivillig i slesvig-holsteinska hären, deltog i många större träffningar och blev 1849 löjtnant. Som sådan upptogs han 1852 i danska hären, förde ett kompani i 1864 års krig och avancerade 1865 till kapten. 
Hans framställning i "Berlingske Tidende" av fransk-tyska kriget 1870–1871 (utgiven i 2 band 1872) väckte stor uppmärksamhet; men då det visade sig, att i den tyska editionen uttalades en väsentligt annan, avgjort tyskvänlig uppfattning än den, som kommit till orda i den danska, måste han i januari 1872 lämna krigstjänsten. 
Han blev då medarbetare i tyska tidningar och militära tidskrifter, författade Der russisch-türkische Krieg (1878) och Die Feldzüge Karls XII (1881) samt Betragtninger over vore Forsvarsforhold (1882). 
År 1874 trädde han så i förbindelse med en fransk militär upplysningsbyrå för att leda dess spioneri i Tyskland och blev därför sommaren 1885 under en resa i Tyskland häktad samt i februari 1886 dömd till 12 års straffarbete, men frigavs redan i juli 1887. Han återvände då till Köpenhamn och var den följande tiden militär medarbetare i "Politiken".

## Utmärkelser
- Riddare av Dannebrogorden,  1871[2]

[Redigera Wikidata]